# Selachops flavocincta
Selachops flavocincta är en tvåvingeart som beskrevs av Johan August Wahlberg 1844. Selachops flavocincta ingår i släktet Selachops och familjen minerarflugor.
Artens utbredningsområde är Sverige. Inga underarter finns listade i Catalogue of Life.